# Chuck Russell
Chuck Russell, född 9 maj 1958 i Park Ridge i Illinois, är en amerikansk filmregissör, manusförfattare och producent, som är mest känd för att göra genrefilmer. Hans mest kända verk inkluderar fantasyslashern Terror på Elm Street 3 – Freddys återkomst, science fiction-skräckisen Panik (nyinspelning av filmen Faran från skyn från 1958), Jim Carreys superhjältekomedi The Mask, Arnold Schwarzeneggers actionfilm Eraser, och Dwayne Johnsons actionäventyrsfilm The Scorpion King.

## Karriär
Russell kom till en början in i filmbranschen, som produktionsledare och assisterande regissör på independentfilmer, samtidigt som han även agerade som manusförfattare. Han träffade sedan, under produktionen av filmen Hell Night, manusförfattaren Frank Darabont, som kom att bli en nära samarbetspartner till honom. Hans allra första skrivna manus, var till den Joseph Ruben-regisserade filmen Dreamscape från 1984, med skådespelaren Dennis Quaid i huvudrollen.
Russell regidebuterade 1987 när han regisserade den tredje Terror på Elm Street-filmen Freddys återkomst. Vid den tidpunkten var filmbolaget New Line Cinema osäkra kring framtiden för själva Elm Street-serien, men Russell lyckades övertyga dem, om att hela filmserien kunde ta ett steg längre in i Freddy Kruegers så kallade "mardrömsvärld", genom att använda sig av visuella effekter, samt att dramatisera bandet mellan Freddys ungdomsoffer, detta under konceptet Freddys återkomst. Filmen skulle sedan komma att nå stora framgångar, samt omdefiniera hela franchisen för New Line, samtidigt som den tjänade mer på biljettkassan, jämfört med vad två första filmerna i serien hade gjort.
Russell fortsatte sedan med att skriva och regissera den numera kultförklarade skräckfilmen Panik, som hade biopremiär i USA, i augusti 1988. Han fick sedan internationella hyllningar, för sitt arbete med storfilmen The Mask, med bland annat Jim Carrey och Cameron Diaz i rollerna. Därefter regisserade han actionfilmerna Eraser och The Scorpion King, där Arnold Schwarzenegger och Dwayne Johnson innehar varsin huvudroll, på respektive film.
Russell skulle från början ha regisserat actionthrillern Collateral från 2004, men hela uppdraget/produktionen gavs senare till regissören Michael Mann. Russell blev kvar som exekutiv producent på filmen, medan Frank Darabont agerade som dess okrediterade manusdoktor.
Efter fjorton års regiuppehåll (med undantag för ett avsnitt av TV-serien Fringe år 2010), regisserade Russell actionthrillern I Am Wrath, med John Travolta i huvudrollen år 2016. Tre år senare, det vill säga år 2019, var han regissör för den indiska actionäventyraren Junglee. År 2022, ytterligare tre år efter det senaste regiuppdraget, regisserade han actionfilmen Paradise City, med Bruce Willis och John Travolta i huvudrollerna.
År 2017 anlitades Russell för att skriva och regissera en nyinspelning av skräckfilmen Witchboard. Filmen började produceras i april 2023 och hade premiär på Fantasia International Film Festival den 26 juli 2024.

## Filmografi (i urval)
- 1980 – The Hearse
- 1981 – Hell Night
- 1984 – Dreamscape
- 1984 – Body Rock
- 1985 – Girls Just Want to Have Fun
- 1986 – Back to School
- 1987 – Terror på Elm Street 3 – Freddys återkomst
- 1988 – Panik
- 1994 – The Mask
- 1996 – Eraser
- 2000 – Bless the Child
- 2002 – The Scorpion King
- 2010 – Fringe (TV-serie)
- 2016 – I Am Wrath
- 2019 – Junglee
- 2022 – Paradise City
- 2024 – Witchboard